# Rijkskanselarij

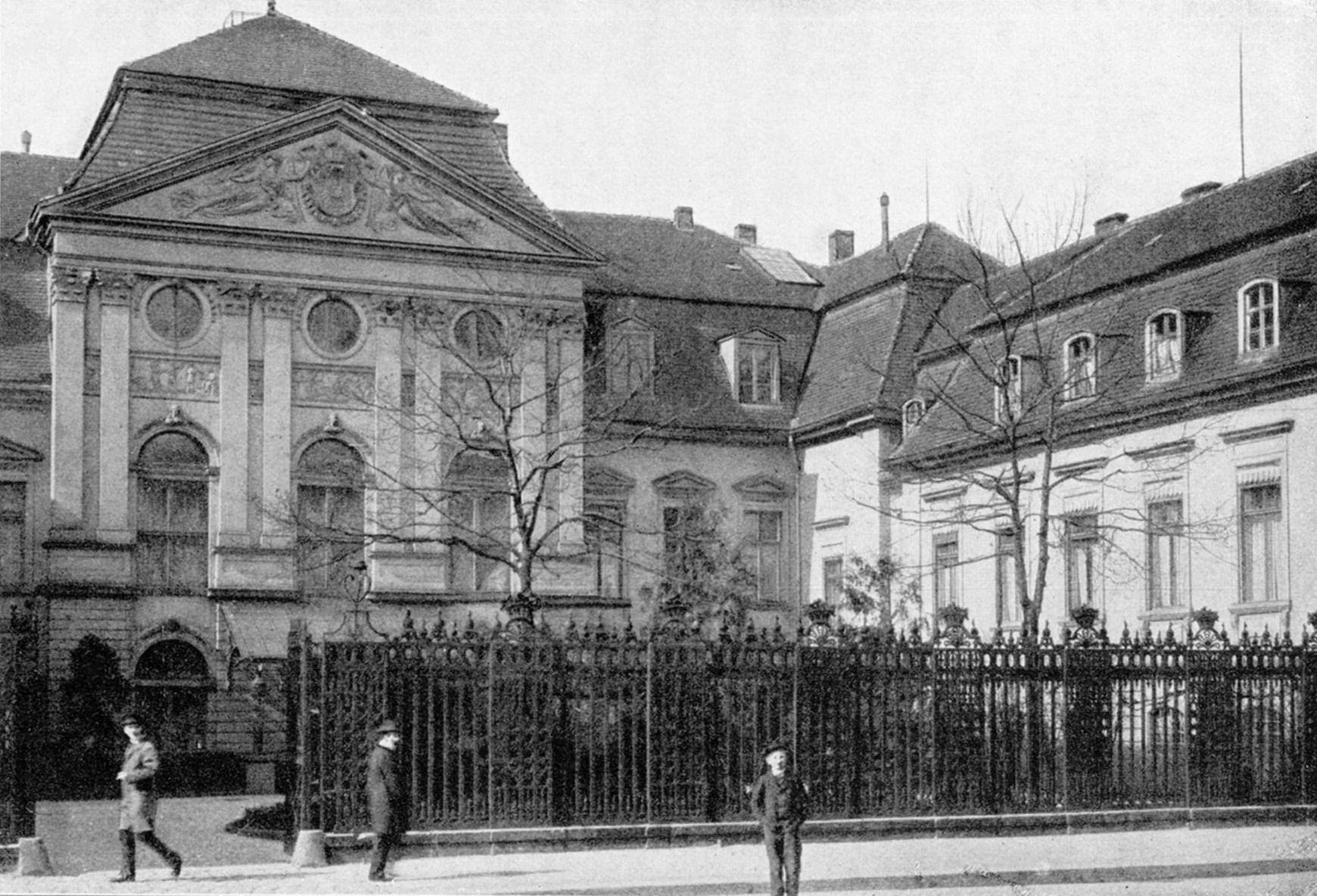
Oude Rijkkanselarij - Ansicht uit ± 1895

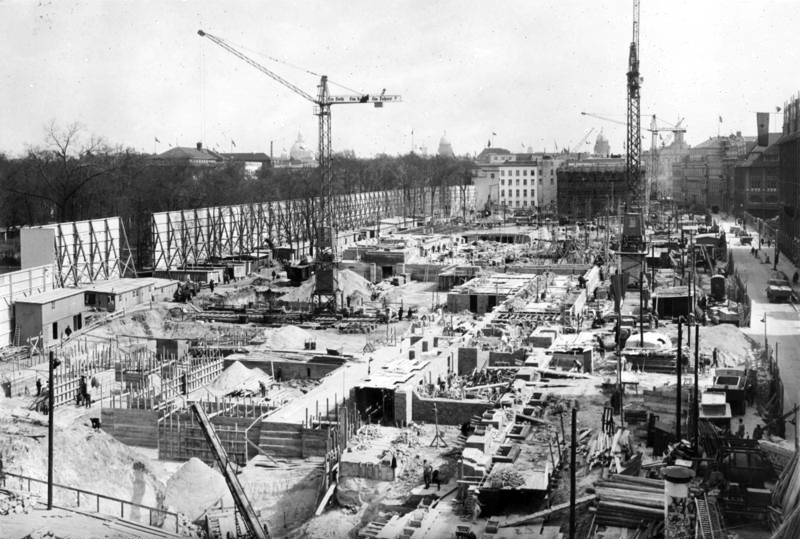
Bouw van de nieuwe Rijkskanselarij in Voßstraße (Berlijn 1938)

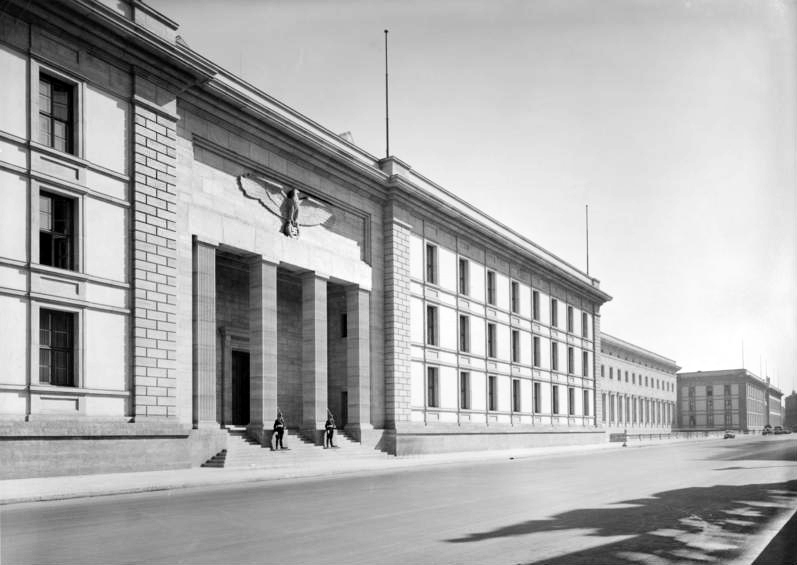
De Nieuwe Rijkskanselarij in 1939

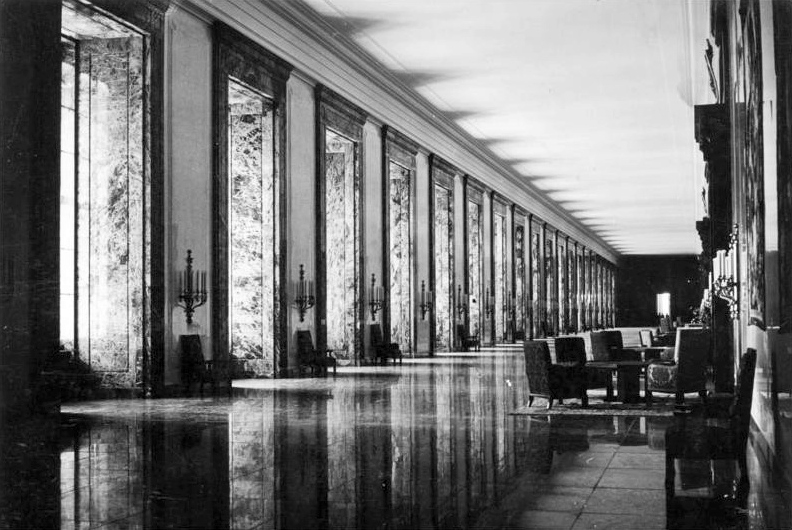
De marmeren galerij

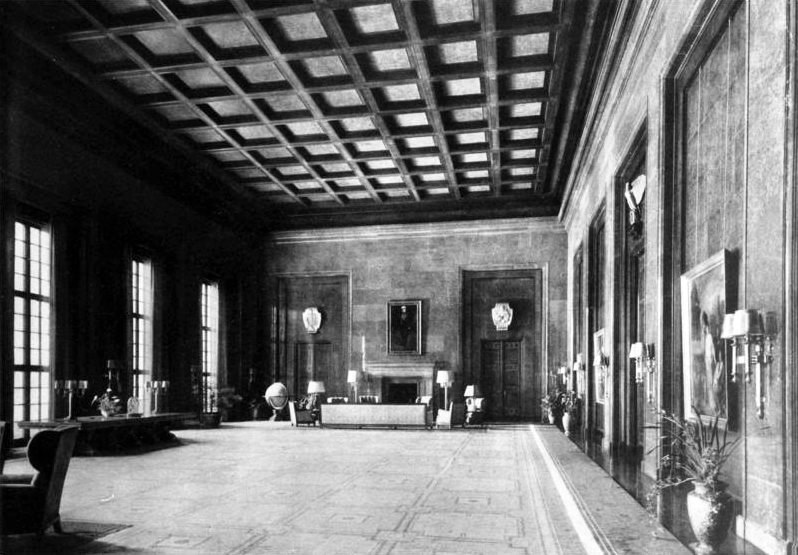
Hitlers werkkamer

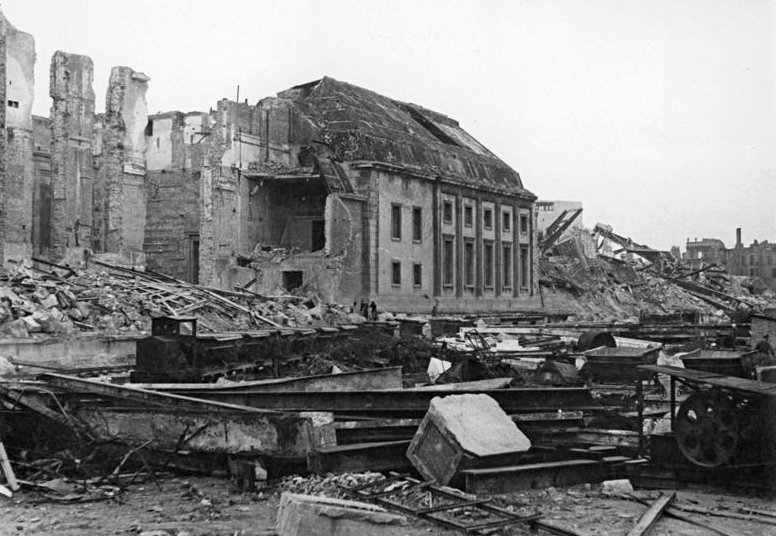
De verwoeste Rijkskanselarij in 1950

De Rijkskanselarij (Duits: Reichskanzlei) was de traditionele naam van het kantoor van de Duitse rijkskanselier (Reichskanzler). Tegenwoordig wordt het kantoor gewoonlijk Kanzleramt, of formeler, Bundeskanzleramt genoemd.
De term Reichskanzlei kan ook refereren aan verschillende gebouwen die de top van het Duitse bestuur huisvesten.

## Oude Rijkskanselarij (1878)
Met het ontstaan van de Noord-Duitse Bond in 1867 ontstond behoefte aan een centrale residentie voor de latere rijkskanselier, de Pruisische eerste minister Otto von Bismarck. De Pruisische regering kocht een Berlijns paleis uit de erven van aristocraat/componist Antoni Radziwiłł (1775-1833), en bouwde het pand tussen 1875 en 1878 uit tot de Rijkskanselarij. Met de bijeenkomst van het Congres van Berlijn in 1878 werd het gebouw ingewijd.

In 1935 werd het gebouw - inmiddels in gebruik door Adolf Hitler - uitgebreid met een ondergrondse bunker, die later uit zou worden gebouwd tot een complex, bekend onder de naam Führerbunker.

## Nieuwe Rijkskanselarij (1938)
In 1938 gaf Hitler zijn favoriete architect Albert Speer de opdracht binnen één jaar een nieuwe rijkskanselarij te bouwen. Daartoe stelde hij de complete noordzijde van de Voßstraße ter beschikking. Kosten speelden geen rol, uiteindelijk bedroeg de rekening 90 miljoen reichsmark. Gedurende een jaar zette Speer 4000 arbeiders in wisselploegen aan het werk, zodat het werk dag en nacht door kon gaan. Slechts twee dagen over tijd werd het project opgeleverd; de reputatie van Speer als organisator was hiermee gevestigd en Hitler zou later nog een beroep op hem doen. Het 421 meter lange gebouw werd op 12 januari 1939 feestelijk ingewijd in het bijzijn van het gehele Corps Diplomatique. Volgens Speers memoires was Hitler vooral onder de indruk van de 150 meter lange marmeren galerij, vooral in de wetenschap dat deze twee keer zo lang was als de beroemde Spiegelzaal van het kasteel van Versailles. De Oude Rijkskanselarij, haaks gelegen aan de Wilhelmstraße, werd aangepast en kreeg een toegang tot het nieuwe pand. Hitlers appartement bleef in het oude pand.

## Verwoesting en sloop
Tijdens de Tweede Wereldoorlog werden de panden zwaar beschadigd door de geallieerde bombardementen en tijdens de Slag om Berlijn. De ruïnes en restanten werden in opdracht van de Sovjets in 1949-1953 afgebroken.

## Documentaire
- Albert Speers Berlin - Die Reichskanzlei DVD. Christoph Neubauer Verlag, 978-3-9811593-3-2 (Computer Animation of the Reich Chancellery).